# Corneliu Murgu
Corneliu Murgu (* 25. Juli 1948 in Timișoara, damals Volksrepublik Rumänien; † 27. April 2021 ebenda) war ein rumänischer Opernsänger (Tenor).

## Leben

### Ausbildung und Anfänge
Corneliu Murgu begann seine Ausbildung zum Sänger in seiner Geburtsstadt Timișoara und setzte dann seine weitere Ausbildung in Italien fort, wo er am Konservatorium von Florenz studierte, dort mit dem Diplom als „Maestro Di Canto“ abschloss und später privat von Marcello del Monaco, dem Bruder des berühmten Opernsängers Mario del Monaco, in Treviso unterrichtet wurde. 1977 errang er den 2. Platz beim Gesangswettbewerb von Vercelli. 1978 gewann er den Gesangswettbewerb von Treviso.
1978 wurde er durch Vermittlung von Ioan Holender an die Wiener Staatsoper verpflichtet, wo er im November 1978 sein Hausdebüt als Turiddu in Cavalleria rusticana gab. Insgesamt sang er an der Wiener Staatsoper in 77 Vorstellungen u. a. den Radamès, den Titelhelden in Andrea Chénier, Luigi in Il tabarro, B.F. Pinkerton, Des Grieux, Cavaradossi und Gustaf III./Riccardo in Un ballo in maschera. Seinen letzten Auftritt an der Wiener Staatsoper hatte er im November 2003 als Canio in Pagliacci.

### Internationale Karriere
Von 1980 bis 1984 war er festes Ensemblemitglied am Nationaltheater Mannheim. Im Sommer 1980 sang er bei den Seefestspielen Mörbisch den Gesangslehrer Alfred in Die Fledermaus. Rasch entwickelte sich eine internationale Karriere. 1981 sang er erstmals in Italien, wo er am Teatro La Fenice in Venedig als Cavaradossi in Tosca gastierte. 1982 folgte sein Debüt am Teatro dell’Opera di Roma. Zur Saisoneröffnung 1982/83 sang er am Teatro San Carlo in Neapel den Riccardo in Un ballo in maschera.
Im November 1982 gab er sein Debüt an der Metropolitan Opera in New York City, ebenfalls als Riccardo. In den USA trat er in der Folgezeit am Opernhaus von Philadelphia (1983), am Opernhaus von New Orleans (1984) und am Opernhaus von Pittsburgh (1985 als Pollione in Norma, erneut 1987) auf.
1985 sang er am Opernhaus Bonn den Andrea Chenier. In der Saison 1985/86 debütierte er an der Mailänder Scala als Radamès in Aida. 1989 gastierte er an der Deutschen Oper Berlin als Kalaf in Turandot. Außerdem war er 1989 am Teatro Liceu in Barcelona als Turiddu zu hören.
1990 trat er bei den Opernfestspielen in den Caracalla-Thermen als Radamès, Don José (Carmen) und Turiddu auf. In der Saison 1990/91 sang er an der Opéra Bastille den Othello unter der musikalischen Leitung von Myung-whun Chung. 1991 gastierte er am Opernhaus von Toulouse als Dick Johnson in La fanciulla del West. 1993 sang er an der Flämischen Oper in Antwerpen und Gent den Othello. 1994 debütierte er an der Covent Garden Opera als Kalaf. Im Sommer 1994 war er erstmals in der Arena di Verona als Otello zu hören.
Murgu galt weltweit als einer der besten Otello-Interpreten, den er 1991 unter der musikalischen Leitung von Gustav Kuhn auch bei seinem Japan-Debüt sang. Sein Otello ist in mehreren Live-Mitschnitten auch auf Schallplatte und CD veröffentlicht worden.
Ab der Spielzeit 1995/96 war er Mitglied der Deutschen Oper am Rhein, wo er 1997 als Cavaradossi und 1998 als Othello auftrat. 1999 sang er auch an der Nationaloper Bukarest den Othello. 2001 sang er an der Rumänischen Oper Timișoara ebenfalls den Othello.
Murgu gastierte außerdem an den Opernhäusern von Rouen (1989, als Kalaf), Lyon (1989, als Pollione), Montpellier (als Othello), an der Hamburgischen Staatsoper (1992, als Don José) sowie an der Staatsoper Stuttgart, an der Bayerischen Staatsoper, am Opernhaus Köln, am Staatstheater Wiesbaden, am Opernhaus Zürich und am Landestheater Linz. Bei Opernauftritten und Konzerten war er auch in Lissabon, Las Palmas, Bilbao, Melbourne, Rio de Janeiro, Johannesburg und Odessa zu hören.
Mit Auftritten als Canio in Wien und Timișoara beendete er 2003 seine Opernlaufbahn.

### Operndirektor und Auszeichnungen
Ab September 2000 war Corneliu Murgu bis März 2019 Generaldirektor der Rumänischen Oper Timișoara. Während seiner Intendanz baute er die Rumänische Oper Timișoara zu einer der führenden Opernbühnen Rumäniens auf, wobei seine guten Kontakte zu Persönlichkeiten im In- und Ausland hilfreich waren. Er verjüngte insbesondere das künstlerische Personal und engagierte talentierte junge Solisten.
1998 verlieh ihm die Stadt Parma die Auszeichnung „Verdi d’oro“. 2002 erhielt er das Österreichische Ehrenkreuz für Kunst und Wissenschaft I. Klasse. Seit 2003 war er auch Ehrenbürger der Stadt Timișoara.
Corneliu Murgu starb Ende April 2021 im Alter von 72 Jahren in seiner Geburtsstadt Timișoara.